# Wereldkampioenschappen noordse combinatie 2023
De wereldkampioenschappen noordse combinatie 2023 werden van 24 februari tot en met 4 maart 2023 gehouden in Planica.
Nieuw op het programma was de gemengde landenwedstrijd, de teamsprint voor mannen werd van het programma gehaald.

## Wedstrijdschema
| Datum       | Tijd          | Onderdeel            | Mannen                        | Vrouwen                       |
| ----------- | ------------- | -------------------- | ----------------------------- | ----------------------------- |
| 24 februari | 11:30 & 14:15 | Gundersen NH (HS102) |                               | HS102 + 5 kilometer           |
| 25 februari | 10:00 & 15:15 | Gundersen NH (HS102) | HS102 + 10 kilometer          |                               |
| 26 februari | 10:30 & 15:00 | Gemengd team         | HS102 + 2×2,5 + 2×5 kilometer | HS102 + 2×2,5 + 2×5 kilometer |
| 1 maart     | 11:00 & 15:00 | Team                 | HS138 + 4×5 kilometer         |                               |
| 4 maart     | 10:30 & 15:00 | Gundersen NH (HS138) | HS138 + 10 kilometer          |                               |

De letters NH en LH staan respectievelijk voor Normal Hill (normale schans) en Large Hill (grote schans). De letters HS staan voor Hillsize waarbij HS102 en HS138 staat voor de afstand in meters van punt van afsprong (de schans) tot het 32-gradenpunt op de landingshelling. Dit punt ligt op elke schans weer anders.

## Uitslagen

### Mannen

#### Gundersen
| HS102 + 10 kilometer | HS102 + 10 kilometer | HS102 + 10 kilometer | HS102 + 10 kilometer |
| #                    | Naam                 | Land                 | Tijd                 |
| -------------------- | -------------------- | -------------------- | -------------------- |
| Goud                 | Jarl Magnus Riiber   | NOR                  | 24.36,3              |
| Zilver               | Julian Schmid        | GER                  | + 19,4               |
| Brons                | Franz-Josef Rehrl    | AUT                  | + 21,0               |
| 4                    | Vinzenz Geiger       | GER                  | + 41,4               |
| 5                    | Manuel Faißt         | GER                  | + 42,1               |
| 6                    | Kristjan Ilves       | EST                  | + 45,1               |
| 7                    | Stefan Rettenegger   | AUT                  | + 48,6               |
| 8                    | Jørgen Gråbak        | NOR                  | + 49,0               |
| 9                    | Ryota Yamamoto       | JPN                  | + 49,2               |
| 10                   | Eric Frenzel         | GER                  | + 49,4               |

| HS138 + 10 kilometer | HS138 + 10 kilometer | HS138 + 10 kilometer | HS138 + 10 kilometer |
| #                    | Naam                 | Land                 | Tijd                 |
| -------------------- | -------------------- | -------------------- | -------------------- |
| Goud                 | Jarl Magnus Riiber   | NOR                  | 23.42,6              |
| Zilver               | Jens Lurås Oftebro   | NOR                  | + 1.01,4             |
| Brons                | Johannes Lamparter   | AUT                  | + 1.04,7             |
| 4                    | Kristjan Ilves       | EST                  | + 1.09,0             |
| 5                    | Stefan Rettenegger   | AUT                  | + 1.10,2             |
| 6                    | Julian Schmid        | GER                  | + 1.31,0             |
| 7                    | Matteo Baud          | FRA                  | + 1.34,4             |
| 8                    | Jørgen Gråbak        | NOR                  | + 2.03,8             |
| 9                    | Ilkka Herola         | FIN                  | + 2.04,4             |
| 10                   | Ryota Yamamoto       | JPN                  | + 2.05,9             |

#### Team
| HS138 + 4×5 kilometer | HS138 + 4×5 kilometer                                                           | HS138 + 4×5 kilometer | HS138 + 4×5 kilometer |
| #                     | Naam                                                                            | Land                  | Tijd                  |
| --------------------- | ------------------------------------------------------------------------------- | --------------------- | --------------------- |
| Goud                  | Espen Andersen Jens Lurås Oftebro Jarl Magnus Riiber Jørgen Gråbak              | NOR                   | 47.20,4               |
| Zilver                | Eric Frenzel Vinzenz Geiger Johannes Rydzek Julian Schmid                       | GER                   | + 9,0                 |
| Brons                 | Martin Fritz Lukas Greiderer Stefan Rettenegger Johannes Lamparter              | AUT                   | + 9,3                 |
| 4                     | Matteo Baud Antoine Gérard Laurent Mühlethaler Marco Heinis                     | FRA                   | + 33,2                |
| 5                     | Ilkka Herola Arttu Mäkiaho Otto Niittykoski Eero Hirvonen                       | FIN                   | + 2.00,9              |
| 6                     | Samuel Costa Aaron Kostner Iacopo Bortolas Raffaele Buzzi                       | ITA                   | + 2.30,5              |
| 7                     | Sora Yachi Yoshito Watabe Yuya Yamamoto Ryota Yamamoto                          | JPN                   | + 2.42,1              |
| 8                     | Stephen Schumann Ben Loomis Niklas Malacinski Jared Shumate                     | USA                   | + 4.03,2              |
| 9                     | Tomáš Portyk Jan Vytrval Jiří Konvalinka Ondřej Pažout                          | CZE                   | + 4.14,2              |
| 10                    | Vitalij Hrebenjoek Oleksandr Sjoembarets Dmytro Mazoertsjoek Andrij Pylyptsjoek | UKR                   | + 7.14,1              |

### Vrouwen
| HS102 + 5 kilometer | HS102 + 5 kilometer  | HS102 + 5 kilometer | HS102 + 5 kilometer |
| #                   | Naam                 | Land                | Tijd                |
| ------------------- | -------------------- | ------------------- | ------------------- |
| Goud                | Gyda Westvold Hansen | NOR                 | 14.27,1             |
| Zilver              | Nathalie Armbruster  | GER                 | + 11,5              |
| Brons               | Haruna Kasai         | JPN                 | + 15,7              |
| 4                   | Ida Marie Hagen      | NOR                 | + 29,7              |
| 5                   | Yuna Kasai           | JPN                 | + 51,7              |
| 6                   | Annika Sieff         | ITA                 | + 52,3              |
| 7                   | Anju Nakamura        | JPN                 | + 1.01,5            |
| 8                   | Marte Leinan Lund    | NOR                 | + 1.18,5            |
| 9                   | Maria Gerboth        | GER                 | + 1.27,7            |
| 10                  | Lisa Hirner          | AUT                 | + 1.32,6            |

### Gemengd
| HS102 + 2×2,5 + 2×5 kilometer | HS102 + 2×2,5 + 2×5 kilometer                                              | HS102 + 2×2,5 + 2×5 kilometer | HS102 + 2×2,5 + 2×5 kilometer |
| #                             | Naam                                                                       | Land                          | Tijd                          |
| ----------------------------- | -------------------------------------------------------------------------- | ----------------------------- | ----------------------------- |
| Goud                          | Jens Lurås Oftebro Ida Marie Hagen Gyda Westvold Hansen Jarl Magnus Riiber | NOR                           | 37.38,2                       |
| Zilver                        | Vinzenz Geiger Jenny Nowak Nathalie Armbruster Julian Schmid               | GER                           | + 47,8                        |
| Brons                         | Stefan Rettenegger Annalena Slamik Lisa Hirner Johannes Lamparter          | AUT                           | + 1.00,0                      |
| 4                             | Aaron Kostner Annika Sieff Veronica Gianmoena Samuel Costa                 | ITA                           | + 1.53,5                      |
| 5                             | Ryota Yamamoto Yuna Kasai Haruka Kasai Akito Watabe                        | JPN                           | + 2.02,5                      |
| 6                             | Eero Hirvonen Minja Korhonen Alva Thors Ilkka Herola                       | FIN                           | + 3.32,1                      |
| 7                             | Ben Loomis Alexa Brabec Annika Malacinski Niklas Malacinski                | USA                           | + 4.20,9                      |
| 8                             | Gašper Brecl Ema Volavšek Silva Verbič Matic Garbajs                       | SLO                           | + 7.10,3                      |

### Medailleklassement
| Plaats | Land       | Goud | Zilver | Brons | Totaal |
| 1      | Noorwegen  | 4    | 0      | 0     | 4      |
| 2      | Duitsland  | 0    | 4      | 0     | 4      |
| 3      | Oostenrijk | 0    | 0      | 3     | 3      |
| 4      | Japan      | 0    | 0      | 1     | 1      |
| Totaal | Totaal     | 4    | 4      | 4     | 12     |